# 硫酸水銀
硫酸水銀（りゅうさんすいぎん、英: Mercury sulfate）は、水銀の硫酸塩。硫酸水銀(I)と、硫酸水銀(II)の二種類がある。単に硫酸水銀という場合、通常は硫酸水銀（II）のことを指す。

## 基本データ
- 式量：296.65
- CAS登録番号：7783-35-9
- 密度：6.47g/2.18 g/cm3

## 製法
水銀を酸化作用のある熱濃硫酸に溶解し、できた溶液を蒸発乾固させてできる。
Hg + 2 H2SO4 → HgSO4 + 2 SO2 + 2 H2O

## 利用
アセトアルデヒドを製造するときに触媒として利用される。

## 毒性
水俣病の原因物質メチル水銀の元になった物質である。工業排水にはメチル水銀ではなく硫酸水銀が含まれていたが、海水中で微生物などにより、毒性のはるかに強いメチル水銀に変化したとされる。
HgSO4 + (CH3)2-R → Hg(CH3)2 + R-SO4